# João Ramalho (kommun)
João Ramalho är en kommun i Brasilien.   Den ligger i delstaten São Paulo, i den södra delen av landet, 800 km söder om huvudstaden Brasília. Antalet invånare är 4 138.
Följande samhällen finns i João Ramalho:
- João Ramalho

Trakten runt João Ramalho består i huvudsak av gräsmarker. Runt João Ramalho är det glesbefolkat, med 14 invånare per kvadratkilometer.